# 博羅訥河

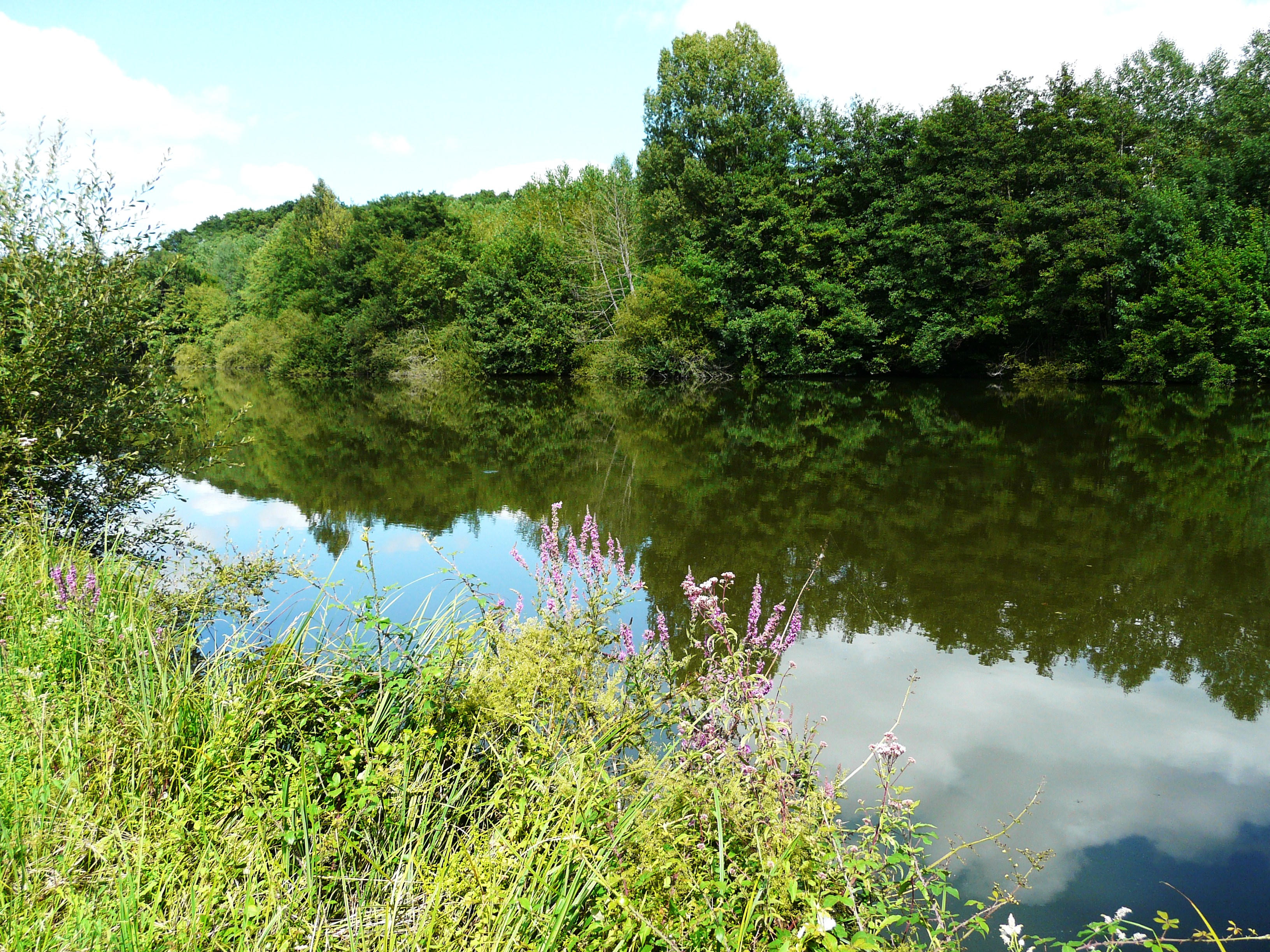

45°3′24″N 0°22′47″E / 45.05667°N 0.37972°E博羅訥河（法语：Beauronne）是法國的河流，屬於伊勒河的支流，河道全長15公里，發源自埃格利斯讷夫迪萨克，河口處在米西當以西。